# Hexaprotodon
Genre
Le genre hexaprotodon (littéralement qui a six incisives, ces animaux ayant trois paires d'incisives sur chaque mâchoire) regroupe un certain nombre d'espèces fossiles d'hippopotames comme :
- Hexaprotodon bruneti - Hexaprotodon afar (fossile) Boisserie et White, 2004 la seule espèce pour laquelle on utilise le nom vernaculaire "Hexaprotodon" pour ne pas le confondre avec Hippopotamus afarensis
- Hexaprotodon crusafonti (fossile) Aguire, 1963
- Hexaprotodon hipponensis (fossile) (Gaudry, 1867)
- Hexaprotodon imagunculus (fossile) (Hopwood, 1926)
- Hexaprotodon iravticus (fossile) Falconer et Cautley, 1847
- Hexaprotodon karumensis (fossile) Coryndon, 1977
- Hexaprotodon mingoz (fossile) Boisserie et al., 2003
- Hexaprotodon namadicus - (fossile) Falconer et Cautley, 1847 - probablement identique à H. palaeindicus´
- Hexaprotodon palaeindicus - Hippopotame indien (fossile) Falconer et Cautley, 1847
- Hexaprotodon pantanellii (fossile) (Joleaud, 1920)
- Hexaprotodon primaevus (fossile) Crusafont et al., 1964
- Hexaprotodon protamphibius (fossile) (Arambourg, 1944)
- Hexaprotodon siculus (fossile) (Hooijer, 1946)
- Hexaprotodon sivalensis - Hippopotame de Sivalik (fossile) Falconer et Cautley, 1836
- Hexaprotodon sp. - Hippopotame birman (fossile)
- Et quelques espèces d'hippopotames fossiles d'Indonésie vivants au Pléistocène

Et pour certains auteurs, deux espèces africaines dont l'une est toujours existante font partie de ce genre :
- Hexaprotodon liberiensis - hippopotame pygmée africain ou Hippopotame nain
- Hexaprotodon madagascariensis † - Hippopotame nain de Madagascar ou Hippopotame malgache

Alors que pour d'autres auteurs ces deux espèces font partie du genre Choeropsis ou Hippopotamus en ce qui concerne uniquement l'Hippopotame nain de Madagascar. L'Hippopotame nain actuel a d'ailleurs récemment en 2021 été reclassé dans le genre Choeropsis après de nouvelles analyses mais plusieurs auteurs continuent d'utiliser le genre Hexaprotodon pour cette espèce. Des débats persistent toujours quant à la classification exacte pour ces animaux.